# تيم ستانلي
تيم ستانلي (بالإنجليزية: Tim Stanley)‏ هو مؤرخ وصحفي بريطاني، ولد في 1982 في سيفينواكس في المملكة المتحدة.